# 直線束
数学における直線束（ちょくせんそく、英: line bundle; 線束）は、空間の点から点へ動いていく直線の概念を表すものである。例えば、平面上の曲線は各点において接線を持つが、これらを束ねることによって接束が得られる。より厳密に、代数幾何学および微分位相幾何学における直線束は階数 1 のベクトル束として定義される。
直線束は空間の各点の上にファイバーと呼ばれる1次元のベクトル空間を連続的に指定することで与えられる。トポロジーの文脈においては、実または複素ベクトル空間を考えることが多い。実と複素ではベクトル空間の位相的性質が異なるため、どちらを考えるかによって直線束は根本的に異なる振る舞いをする。1次元のベクトル空間から原点を取り除くと1×1 正則行列全体のなす空間が得られるが、1×1 正則実行列全体の成す空間は（正および負の実数をそれぞれ一点に縮めた）離散二点空間にホモトピー同値である一方、1×1 正則複素行列の空間のホモトピー型は円周である。
従って、実直線束はホモトピー論的には、二点集合をファイバーに持つファイバー束つまり底空間の二重被覆とほとんど同じようなものである。その特別な場合が可微分多様体上の向き付け可能二重被覆で、対応する直線束は接束の行列式束である。メビウスの帯は円周の二重被覆（偏角を θ ↦ 2θ にする写像）に対応し、ファイバーとして二点集合、単位区間、実数直線のどれを持つものと思っても本質的に同じである。
複素直線束は、円束と密接に関連している。よく知られたものとして、例えば球面から球面へのホップ・ファイブレーションがある。
代数幾何学においては、可逆層（つまりランク1の局所自由層）のことを直線束と呼ぶことがある。（ここで述べる意味での直線束と、ある意味で同値な概念である。）

## 射影空間上の自然束
代数幾何学において最も重要な直線束の一つは射影空間上の自然直線束である。体 k 上のベクトル空間 V の射影化 P(V) は V ∖ {0} を乗法群 k× による作用で割った商位相空間である。従って、P(V) の各点は k× のコピーに対応し、それら k× のコピーが合わさって P(V) 上の k×-束を成す。k× は k と一点の違いしかないから、各繊維にその点を添加して、P(V) 上の束にすることができる。この直線束を自然な直線束 (tautological line bundle) と呼ぶ。またこの直線束を {\displaystyle {\mathcal {O}}(-1)} と書くこともある（これはセールの捻り層 {\displaystyle {\mathcal {O}}(1)} の双対にあたることによる）。

### 射影空間への写像
空間 X とその上の直線束 L を考える。L の大域切断 (global section) とは写像 s: X → L で自然な射影 p: L → X に対して ps = idX を満たすものを言う。X の十分小さな近傍 U で L がそこで自明となるようなものの中で考えれば、直線束の全空間は U と係数体 k との積空間であり、切断 s は写像 U → k に制限したものとなるが、s の値はこの自明化の選び方に依存し、かつ至る所消えていない函数を掛ける違いを除いてしか決まらない。
大域切断は、以下のようにして射影空間への写像を決定する。まず r + 1 個の L の繊維の点を少なくとも一つが 0 でないように選ぶことで Pr 上の自然線束の繊維が決まるから、r + 1 個の同時には消えない L の大域切断を選ぶことで X から射影空間 Pr への写像が決定する。この写像は L の各繊維を、自然線束の双対の繊維へ写す。より具体的に述べれば、s0, …, sr が L の大域切断とするとき、X の十分小さな近傍 U でそれらの切断が、自明化の選び方に依存する値を持つ U 上の k-値函数を決定するが、それらは非零函数を「同時に」掛ける違いを除いて決定されるから、それらの比はうまく定義される。つまり、一点 x 上での値 s0(x), …, sr(x) は自明化の依存して非零定数 λ を掛ける違いが生じてうまく定義されないが、これらには「同じ」定数 λ が掛かるから、斉次座標 [s0(x) : … : sr(x)] は定義可能で、同様に切断 s0, …, sr は x において同時には消えない。従って、全てが同時に消えない切断たちに対して、それらは [s0 : … : sr] の形で決定されて、X から Pr への写像となり、なおかつこの写像による自然線束の双対の引き戻しは L に一致する。この方法によって、射影空間は必然性を獲得する。
射影空間への写像を決定するための普遍的方法は L の大域切断全体の成すベクトル空間の射影化への写像を決定することである。位相的な場合には、任意の点で消えない切断が存在するが、それは各点の小さな近傍の外側で消えるような隆起函数を使って容易に作ることができる。これにより、得られた写像は全ての点において定義されるが、終域はふつうは非常に巨大なものとなり不便である。代数的あるいは正則な場合には、これと反対のことが起きる。この場合の大域切断の空間はしばしば有限次元となるが、与えられた点において消えていない大域切断が取れるとは限らない（これはレフシェッツ束を構成するときと同様）。実は、束が大域切断を一つも持たないことも可能であり、自然線束の場合はそうなる。線束が十分豊富であるとき、この構成は小平埋め込み定理を保証する。

## 行列式束
一般に、V が空間 X 上のベクトル束で、ファイバーの次元が n で一定のとき、ファイバーごとにn-次外冪 をとることで得られる新しいベクトル束は直線束となり、V の 行列式束と呼ばれる。この構成は特に滑らかな多様体の余接束に対して適用される。得られた行列式束は、向き付け可能多様体に対してそれが大域切断を持つという意味において、テンソル密度に関する現象を記述することができ、またその任意の実数冪に対するテンソル冪を定義することができる。

## 特性類、普遍束および分類空間
一次のスティーフェル・ホイットニー類は滑らかな実直線束を分類する。特に、実直線束（の同値類）全体の成す集まりは Z/2Z-係数の一次コホモロジーの元に対応する。この対応は実はアーベル群の同型である（直線束の間の群演算はテンソル積であり、コホモロジーの群演算は通常の加法とする）。同じように、一次のチャーン類が滑らかな複素直線束を分類し、直線束全体の成す群は整数係数の二次のコホモロジー群に同型となる。ただし、同値な可微分構造を持つ（従って同じ一次チャーン類に属する）が異なる正則構造 (holomorphic structure) を持つ束が存在し得る。チャーン類に関する言明は、多様体上の層の指数写像列を用いて容易に示せる。
より一般に、分類問題をホモトピー論的観点から見ることができる。実直線束に対する普遍束、および複素直線束に対する普遍束が存在することを見るのである。分類空間の一般論に従って、経験論的にそれぞれ群 C2 および S1が自由に作用するような群作用を持つ可縮空間を探すと、それらの空間は普遍主束として与えられ、その群作用による商として分類空間 BG が与えられる。今の場合にはこれらは明示的に求まったが、無限次元の実または複素射影空間に関する類似対応が存在する。
さて分類空間 BC2 は斉次座標の無限列によって与えられる実射影空間 RP∞のホモトピー型とする。これは普遍実直線束を持ち、ホモトピー論の言葉で言えば CW-複体上の任意の実直線束が X から RP∞ への分類写像を決定して、L が普遍束の引き戻しに束同型となるようにすることができる。この分類写像は、X の Z/2Z 係数の一次コホモロジーにおいて、 L のスティーフェル・ホイットニー類を RP∞ の標準類から定義するのに用いることができる。
同様の方法により、複素射影空間 CP は普遍複素直線束を持つ。この場合、分類写像は一次のチャーン類を整係数コホモロジーH2(X) において引き起こす。
これにはさらに四元数直線束（実四次元）の場合の類似概念を考えることもできる。これは、実四次次元コホモロジーにおいてポントリャーギン類を生じる。
この方法の基本的な場合は、直線束のみに依存する特性類の理論に対するものである。一般分裂原理に従えば、これは（明示的でなくとも）理論の残りの部分を決定することができる。
複素多様体上の正則直線束に関する理論、および代数幾何学における可逆層に関する理論など、それぞれの分野における直線束の理論がよく構築されている。